# Marcel Rauline
Pour les articles homonymes, voir Rauline.
Marcel-Albert Rauline (18 juillet 1861 à Saint-Lô - 17 février 1916 à Paris), est un homme politique français.

## Biographie
Fils de Gustave Rauline, il devient vérificateur à la Banque de France. Il est élu conseiller général du canton de Marigny et député de la Manche en remplacement de son père en 1904.
Réélu député en 1906, 1910 et 1914, il devient secrétaire de la Chambre en 1914.

## Sources
- « Marcel Rauline », dans le Dictionnaire des parlementaires français (1889-1940), sous la direction de Jean Jolly, PUF, 1960 [détail de l’édition]